# Клаудија Антонија
Клаудија Антонија (30 − 66) је била ћерка римског цара Клаудија и његове жене Елије Петине.

## Биографија
До своје смрти, 37. године, одгајала ју је баба Антонија Млађа. Од 37. до 43. године одгајао ју је отац, а 43. године се удала за Гнеја Помпеја Великог, потомка Помпејеве ћерке Помпеје. Неколико година касније, Помпеј је убијен. Према Светонију, убијен је у кревету, а према Касију Диону убиство је наручила Валерија Месалина која га је сматрала ривалом Британика. Клаудија се удала за Фауста Корнелија Сулу Феликса 47. године. Из овог брака рођен је син који је умро након две године. Фауст је погубљен 62. године. Цар Нерон понудио је Антонији да се уда за њега. Када га је одбила, Нерон ју је оптужио за покушај побуне и погубио је.